# Pseudognaphalium jaliscense
Pseudognaphalium jaliscense là một loài thực vật có hoa trong họ Cúc. Loài này được (Greenm.) Anderb. miêu tả khoa học đầu tiên năm 1991.